# San Marcos, Tlapa de Comonfort
San Marcos är en ort i Mexiko.   Den ligger i kommunen Tlapa de Comonfort och delstaten Guerrero, i den sydöstra delen av landet, 220 km söder om huvudstaden Mexico City. San Marcos ligger 1 717 meter över havet och antalet invånare är 339.
Terrängen runt San Marcos är huvudsakligen kuperad, men österut är den bergig. San Marcos ligger uppe på en höjd. Runt San Marcos är det ganska tätbefolkat, med 86 invånare per kvadratkilometer. Närmaste större samhälle är Tlapa de Comonfort, 7,1 km norr om San Marcos. I omgivningarna runt San Marcos växer huvudsakligen savannskog.